# Formation de Redmond
La formation de Redmond est une formation géologique de Terre-Neuve-et-Labrador. Elle conserve des fossiles datant du Crétacé. Il s'agissait d'une unité mince (jusqu'à 1,5 mètre d'épaisseur) et restreinte tracée sur 152 mètres dans une seule mine au Labrador, recouvrant des roches paléoprotérozoïques, avec de grandes quantités de gravats, probablement en raison de l'affaissement du graben dans la fosse du Labrador. Les faciès argilitiques de la formation ont produit un assemblage varié de flore et d'insectes. 

## Recherche
Cette formation a été décrite en 1957 par Roger A. Blais, un géologue travaillant pour la Compagnie Iron Ore du Canada. 
Lors d'une expédition tenu en 2018, on y a retrouvé plusieurs fossiles de sapins, des pins, quelques espèces de feuillues et plusieurs espèces d'insectes. Ceci a permis de déterminer la température moyenne estivale de 15 °C et la moyenne hivernale de 8 °C.
En 2020, une équipe de paléontologues polonais et canadiens y décrit Maculaferrum blaisi une cigale de la famille des Tettigarctidae (en).